# Черче (Переворський повіт)
Черче (пол. Czerce) — село в Польщі, у гміні Сенява Переворського повіту Підкарпатського воєводства. Знаходиться на відстані 6 км на схід від Сеняви.
Населення — 443 особи (2011).
Площа села — 2449,18 гектарів, що є другим показником у гміні.
У селі знаходить філіальний костел парафії Святого Серця Ісуса Христа (села Добра).

## Історія
У 1831 р. Черче належало до парафії Лежахів Ярославського деканату Перемишльської єпархії, парафія налічувала 614 парафіян.
До Другої світової війни Черче були присілком Червона Воля. Червона Воля входила до ґміни Сенява Ярославського повіту Львівського воєводства.
До виселення українців греко-католики становили більшість у присілку і належали до парафії Лежахів Сінявського деканату Перемишльської єпархії.
У середині вересня 1939 року німці окупували село, однак вже 28 вересня 1939 року мусіли відступити, оскільки за пактом Ріббентропа-Молотова правобережжя Сяну належало до радянської зони впливу. 27.11.1939 постановою Верховної Ради УРСР село у складі правобережної частини Ярославського повіту в ході утворення Львівської області включене до Любачівського повіту, а 17 січня 1940 року включене до Синявського району. В червні 1941, з початком Радянсько-німецької війни, село знову було окуповане німцями. В липні 1944 року радянські війська оволоділи селом, а в жовтні 1944 року правобережжя Сяну зі складу Львівської області передано Польщі.
У 1945-1946 роках з села до СРСР переселено 11 українських сімей (31 особу). Переселенці опинилися в селах Тернопільської та Львівської областей. Решту українців у 1947 р. депортовано на понімецькі землі.
У 1975-1998 роках село належало до Перемишльського воєводства.

## Демографія
Демографічна структура станом на 31 березня 2011 року:
|          | Загалом | Допрацездатний вік | Працездатний вік | Постпрацездатний вік |
| -------- | ------- | ------------------ | ---------------- | -------------------- |
| Чоловіки | 223     | 58                 | 136              | 29                   |
| Жінки    | 220     | 54                 | 119              | 47                   |
| Разом    | 443     | 112                | 255              | 76                   |